# Wohn- und Wirtschaftsgebäude Zum Blocksberg 1
Das Wohn- und Wirtschaftsgebäude Zum Blocksberg 1 in der niedersächsischen Gemeinde Horstedt, Ortsteil Stapel, wurde im 19. Jahrhundert gebaut. Aktuell (2025) wird es zum Wohnen und als Atelier genutzt.
Das Gebäude steht unter Denkmalschutz (siehe auch Liste der Baudenkmale in Horstedt (Niedersachsen)).

## Geschichte und Beschreibung
Stapel wurde 1230 erstmals urkundlich erwähnt und gehört zur heutigen Samtgemeinde Sottrum im Landkreis Rotenburg (Wümme).
Das eingeschossige giebelständige Gebäude als Zweiständer-Hallenhaus in gleichmäßigem Gitterfachwerk mit Steinausfachungen, ziegelgedecktem Krüppelwalmdach und Grooter Door mit Korbbogen, wurde in der ersten Hälfte des 19. Jahrhunderts gebaut.
Das Landesdenkmalamt befand u. a.: „… ein regionstypisches Hallenhaus der ersten Hälfte des 19. Jahrhunderts in Zweiständerkonstruktion ….“